# Theo (artist)
Theodor "Theo" Jan Haraldsson, född 17 juli 2005 i Vikingstad, Linköping kommun, är en svensk influerare, artist och skådespelare. Fram till 2024 använde han sig av artistnamnet Theoz.

## Bakgrund
Theo växte upp i Linköping tillsammans med sin bror Alex. 2013 var han, åtta år gammal, aktiv på sociala medier genom ett Youtubekonto och han har kommit att få en miljonpublik på internet. Theo gick grundskolan på Folkungaskolan i Linköping.

## Karriär
I augusti 2016 började Theodor Haraldsson, då elva år gammal, lägga upp videor på dåvarande Musical.ly, numera Tiktok. Han tog namnet "Theoz" och publicerade klipp där han dansade och mimade. På kort tid fick han 50 000 följare och fick sedan en krona – en utmärkelse som tilldelas framstående "Musers" – vilket ledde till att han snabbt fick ytterligare 100 000 följare. Ett år efter att Theoz började med Musical.ly nådde han en miljon följare och ytterligare några månader senare hade han nått 1,9 miljoner följare.
I oktober 2017 gästade han först artisten Viktor Frisks Youtubekanal och sedan Samir Badrans, där han lärde duon "shuffla". Detta blev starten till att Theoz senare blev ett huvudnummer i Samir & Viktors Melodifestivalen-nummer låten "Shuffla". Parallellt växte Theoz konton på både Instagram och Youtube och under Guldtuben-galan 2018 var han nominerad som "Årets profil" och "Årets musical.ly". Efter att ha hjälpt musikbolaget Warner Music Group med promotion för ett antal av deras artister fick Theoz själv frågan om att göra musik. Våren 2018 släpptes Theoz första singel, "Lately", som senare följdes upp av låten "Het", som blev årets näst mest spelade på Youtube i Sverige.
Sommaren 2019 släppte Theoz sin första EP, och i november tillkännagavs att Theoz var en av artisterna i 2020 års uppsättning av turnén Diggiloo. År 2020 kunde Theoz ses i filmen Rymdresan med bland andra Robert Gustafsson. Handlingen baseras på en bok av astronauten Christer Fuglesang, som också förekommer som statist i filmen. År 2021 uppträdde han på Lotta på Liseberg.
Theoz medverkade i Melodifestivalen 2022 med bidraget "Som du vill". Genom den första deltävlingen blev han kvalificerad till semifinal (som tidigare hette andra chansen) och sedan till final där låten slutade på placering sju av tolv finalister.
År 2023 deltog han i TV-programmet Underdogs i Sveriges Television.
Han deltog även i Melodifestivalen 2023 med låten "Mer av dig" där han slutade på en femte plats i finalen.
Den 10 april 2024 meddelade Theoz att han ändrar sitt artistnamn till sitt riktiga namn Theo (smeknamn för Theodor). Anledningen bakom själva namnbytet, är för att han mer eller mindre har vuxit upp från den tidigare "barnartisten" han en gång var, samt att han vill satsa på att göra mer "mognare" musik.
I januari 2025 stod det klart att Theo Haraldsson skulle vara en av deltagarna i årets Let's Dance. Hans danspartner i programmet var Paulina Rosenkvist. De slutade som segrare.

## Priser och utmärkelser
| År   | Pris                        | Resultat  |
| ---- | --------------------------- | --------- |
| 2018 | Guldtuben: Årets profil     | Nominerad |
| 2018 | Guldtuben: Årets musical.ly | Nominerad |

## Diskografi

### Singlar
- 2018 – "Lately" (Warner Music Sweden)[21]
- 2018 – "Best Girl in the World" (Warner Music Sweden)[22]
- 2018 – "Why Why Why" (Warner Music Sweden)[23]
- 2018 – "Het" (Warner Music Sweden)[24]
- 2019 – "Atmosfär" (Warner Music Sweden)[25]
- 2019 – "Theori" (Warner Music Sweden)[26][27]
- 2019 – "Årets julklapp" (Warner Music Sweden)[28][29]
- 2020 – "More" (svensk version) (Riot Games)[30]
- 2020 – "Party Animal" (Warner Music Sweden)[31]
- 2021 – "Hooked on a Feeling" (Warner Music Sweden)
- 2022 – "Som du vill" (Warner Music Sweden)[32]
- 2022 – "Painkiller" (Warner Music Sweden)
- 2022 – "Shady"
- 2022 – "Paradis"
- 2022 – "Det kommer bli bra"

### EP
- 2019 – Min Theori (Warner Music Sweden)[33]
- 2022 – Paradis (Giant Records)[34]
- 2022 – Julmusiken (Warner Music Sweden)
- 2023 – Sped up collection (Warner Music Sweden)
- 2023 – Mer av dig (Warner Music Sweden)

### Samlingsalbum
- 2022 – Best of Theoz